# クリガルズ2世
クリガルズ2世（Kurigalzu II、在位：紀元前1332年 - 紀元前1308年）は、バビロニアを支配したカッシート王朝（バビロン第3王朝）の22代目の王である。12を上回る数の碑文で、クリガルズはブルナ・ブリアシュ2世を父としており、アッシリア王アッシュル・ウバリト1世によってカッシートの王位に就いた可能性がある。その25年の治世中のカッシート王朝は国として弱く不安定であり、最終的にはかつての同盟国を敵に回したもののおそらくスガグ（Sugagu）の戦いでそれらを打ち負かしたと考えられている。かつてはエラムの征服者と考えられていたが、現在ではクロニクルPの記述と合わせて、この名前の先王とされる傾向がある。
クリガルズ1世と彼の在位期間は40年余りであるが、当時は年号（Regnal year）を付与する習慣がなく、また二人とも在位期間が長かったため、刻まれた碑文がどちらについてのものであるかの判別が非常に困難となっている。碑文の中には、父ブルナ＝ブリアシュの名を冠しているものがいくつかあり、この場合は碑文がクリガルズ2世であることが明らかとなるが、これらは、眼石（eye stones）・珠・斧頭（axe-heads）などの物品を奉納した記録であるか、会計を担ったウバリス＝マルデューク（Uballissu-Marduk）のような使用人の円筒印章に記載されているものである。167の財務書は、ほとんどがニップルからのもので、こちらも日付式の様式から同2世のものとされ、在位24年目までの記録がなされている。ドゥル＝クリガルズでクリガルズ2世の煉瓦の碑文が発見された。

## 生涯

### アッシリアの介入による即位

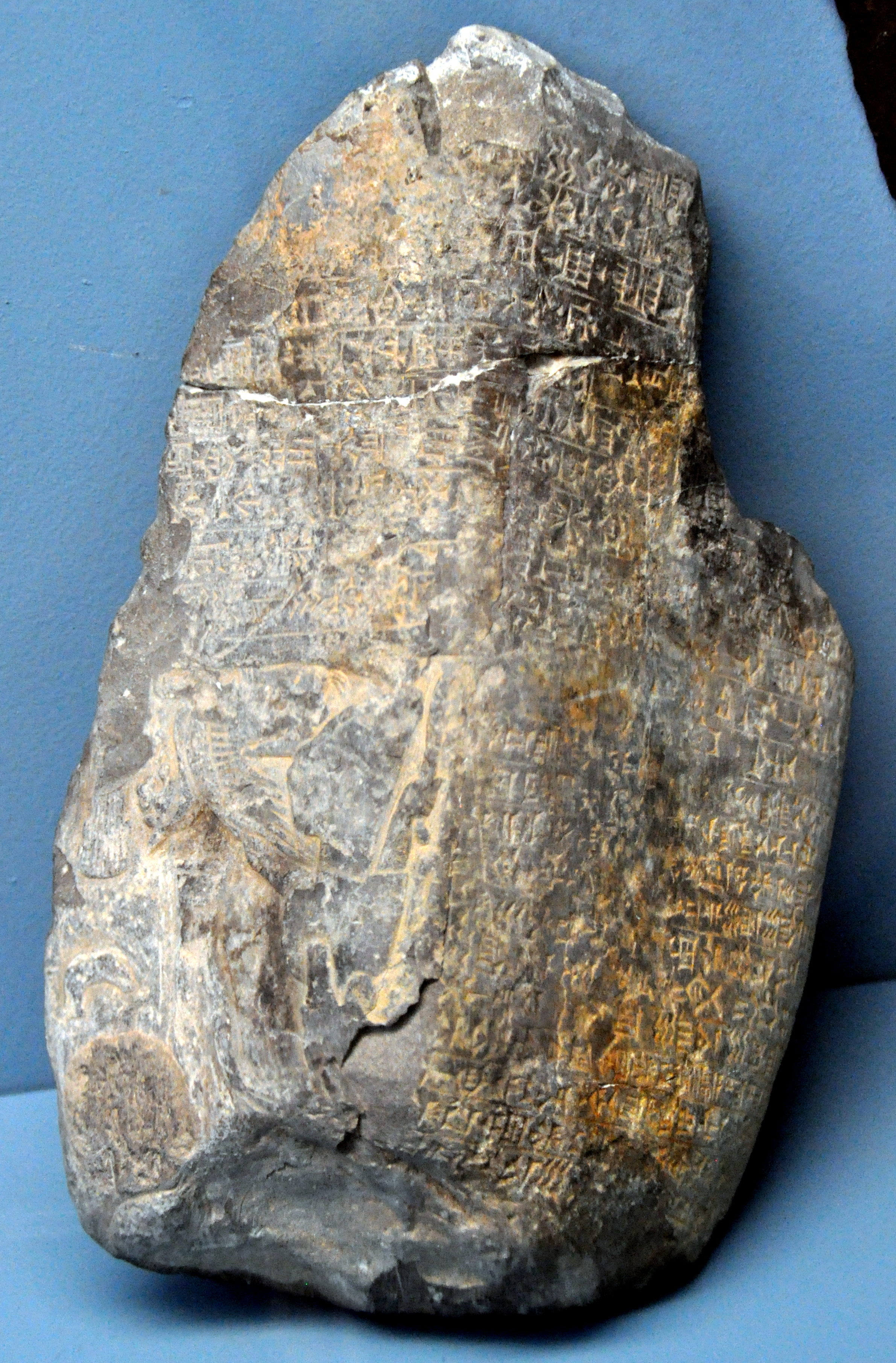
イラクのニップルで出土したカッシート王クリガルズ2世の名を記すクドゥルー、古代オリエント博物館蔵。

アッシリアの年代記によれば、クリガルズ2世のアッシリアによりその王位の座を享受していたという。ブルナ・ブリアシュ2世の後継者であったカラ・ハルダシュの治世は短く、カッシート軍によるクーデターで殺害され、軍の有力者ナジ・ブガシュが王位に就いた（在位：前1333年）のである。このことはカラ・ハルダシュの母親か妃であったと見られるアッシリア王女ムバッリタット・シェルーア（Muballiṭat-Šērūa）の父アッシリア王アッシュル・ウバリト1世の介入を招き、前1333年のうちに簒奪者ナジ・ブガシュは無残にも処刑され、クリガルズは王家の血筋から若いうちに王として擁立された。アッシリア王との系図の面での関係は不明である。
上記のような経緯にもかかわらず、この頃のカッシート（バビロン）とアッシリアの間には軍事的な対立があった。クリガルズは成長するにつれて、かつての恩人であったアッシュル・ウバリトに腹を立てるようになり、エンリル・ニラリのアッシリア王位への即位が、忠誠の絆をゆるがす原因の一端となった可能性がある。断片的な書簡にてクリガルズがバビロニアに持ち込んだ戦利品の一覧が示されている。
ある碑文の写しはニップル市民をe-sag-dingir-e-neという場所（おそらく「大王の家」を意味する）の庭で虐殺した犯人を裁くのに神の介入を頼ってニヌルタ神へ剣のを奉納したことを記念するもので、この建物はどうやらドゥル＝クリガルズの最も重要な寺院であるようだがニップルの名を冠した未知のものだったかもしれないという。そこには「とある者が名もなく尊き神も持たざる山中の邪悪な敵を動員し、デール（Dēr）から兵を引き連れて味方につけ、派兵し、刀を抜かせ...そしてニップルの民の血を水のように流した」と記されている。これらの出来事は複数の点においてクリガルズ2世のフルバ・ティラ（Ḫurba-tila、おそらく同1世であるとされる）に対する功績を記述したクロニクルPの一節を想起させるところがある。

### スガグの戦い
2つの年代記は、スガグ（Sugagu）の戦いと呼ばれる紛争について記している。スガグはチグリス川のアッシュルから一日路（約32～40km）だけ南下した、ゆえにアッシリア王国の領域の奥深くに位置する地域で、戦いではクリガルズ2世とアッシリア人が最終的には互いの領域の交換をする形になった。
クロニクルPにはクリガルズの勝利を記した記述がある。
彼（クリガルズ）はアッシリアの王アダド・ニラーリを征伐しに行った。彼はチグリス川のスガガでアダドと戦い、敗北せしめた。クリガルズはアダドの兵士を殺戮し、将校を捕らえた。
He (Kurigalzu) went to conquer Adad-nīrāri, king of Assyria. He did battle against him at Sugaga, which is on the Tigris, and brought about his defeat. He slaughtered his soldiers and captured his officers.—Chronicle P、Column 3, lines 20 to 22.
一方でアダドと有名な彼の子孫であるエンリル＝ニラーリとを混同した記述もある。
チグリス川沿いのスガギで、アッシリアの王エンリル＝ニラーリはクリガルズと戦った。エンリル＝ミラーリはクリガルズの軍隊を屠り、陣地を奪い去った。そして、スバルトゥのシャスィリからカルドゥニアシュまでの地域を二つに分け、境界線を確定させた。
At Sugagi, which is on the Tigris, Enlil-nīrāri, king of Assyria, fought with Kurigalzu. He brought about his total defeat, slaughtered his troops and carried off his camp. They divided the districts from Šasili of Subartu, to Karduniaš into two and fixed the boundary-line.—Synchronistic Chronicle、tablet A, lines 19 to 23.
と、アッシリアからバビロン（カッシート）への領土の喪失を仄めかしている。叙事詩の文章は、この時代のかなり典型的なジャンルにおいてそれぞれの著者の故郷に偏っているようであり、まとめてみると決定的な結果にはいたらなかったとみられる。エルビル（Erbil）近郊のKiliziでの2度目の戦闘も断片的に記録されている。後年のカシュ・ティリアシュ4世（Kaštiliašu IV、在位：紀元前1232年 - 紀元前1225年）のクドゥルーには、クリガルズが対アッシリア戦争での功労に感謝して、Uzub-ŠiḫまたはUzub-Šipakに広大な土地を寄贈したことが記されている。

### ザキーク
この時代には、クリガルズの夢（The dream of Kurigalzu）と罪の石版（The tablet of sins）として潜伏期の前兆「ザキク（zaqiqu）」が知られている。クリガルズと同一人物と思われるカッシートの王が、妻が子供を産めない理由を夢で探ったというものである。
Kurigalzu went into Esagila [ … ], the spirits approached him and anxiety … When he fell asleep on his couch Kurigalzu saw a dream. In the mourning, at sunrise, he made [a report (?)] to his courtiers: “This night, o courtiers, I joyfully beheld Bel! Nabû, who was standing before him, set up (?) the Tablet of Sins [ … ].
クリガルズはエサギラに入り（...）、霊は彼に近づき、不安が...寝椅子で眠ったとき、クリガルズは夢を見た。喪に服し、日の出とともに廷臣たちに報告（？）したことには、「嬉しいことに私はベル神を見た！その前に立っていたナブーは、罪の石版を立てて（？）...」—The dream of Kurigalzu